# Halichoeres chrysus
Halichoeres chrysus là một loài cá biển thuộc chi Halichoeres trong họ Cá bàng chài. Loài này được mô tả lần đầu tiên vào năm 1981.

## Từ nguyên
Từ định danh chrysus trong tiếng Latinh mang nghĩa là "vàng", hàm ý đề cập đến màu sắc cơ thể đặc trưng của loài cá này.

## Phạm vi phân bố và môi trường sống
Từ đảo Giáng Sinh và các đảo san hô ngoài khơi Tây Úc, H. chrysus được phân bố trải dài về phía đông, băng qua khu vực Đông Nam Á đến quần đảo Phoenix và Tonga, ngược lên phía bắc đến vùng biển phía nam Nhật Bản, giới hạn phía nam đến bờ đông Úc (bao gồm cả rạn san hô Great Barrier). Ở Việt Nam, H. chrysus mới chỉ được biết đến tại quần đảo Hoàng Sa và quần đảo Trường Sa.
H. chrysus sống gần các rạn san hô viền bờ, nơi có nền đáy là cát và đá vụn, độ sâu đến ít nhất là 70 m.

## Mô tả
H. chrysus có chiều dài cơ thể lớn nhất được ghi nhận là 12 cm. Loài này dễ dàng nhận ra được nhờ vào màu vàng tươi duy nhất trên cơ thể của chúng. Cá đực có các vệt sọc màu cam nhạt và vàng lục ở đầu và trên các vây (cá cái không có các sọc này). Cá cái có thêm ba đốm đen: hai trên vây lưng (ở trước và giữa vây, thường viền vàng tươi/xanh lam nhạt) và một trên cuống đuôi. Cá con có kiểu hình như cá cái, nhưng lại có thêm một đốm đen nữa ở sau vây lưng. Cá đực chỉ có một đốm nhỏ ở trước vây lưng. Cá đực và cá cái đều có một đốm đen khá nhỏ ngay sau mắt.
Số gai ở vây lưng: 9; Số tia vây ở vây lưng: 12; Số gai ở vây hậu môn: 3; Số tia vây ở vây hậu môn: 11–12; Số tia vây ở vây ngực: 13–14; Số gai ở vây bụng: 1; Số tia vây ở vây bụng: 5; Số vảy đường bên: 27.

## Sinh thái học
Thức ăn của H. chrysus là các loài thủy sinh không xương sống, bao gồm giáp xác và nhuyễn thể. Chúng thường sống thành các nhóm nhỏ.

## Phân loại học
H. chrysus có quan hệ họ hàng gần nhất với loài Halichoeres leucoxanthus, một loài có phạm vi ở Đông Ấn Độ Dương.

## Thương mại
H. chrysus là loài được đánh bắt khá phổ biến và có chủ đích trong các hoạt động buôn bán cá cảnh.